# 倫文
倫文（1523年—？），字紹周，號警軒，廣東廣州府順德縣人，民籍，明朝政治人物。

## 生平
嘉靖二十二年（1543年）癸卯科廣東鄉試第一名舉人（解元），四十一年（1562年）中式壬戌科會試第六十七名，三甲第一百九十三名進士。任柳州府知府。

## 家族
曾祖倫季琳；祖父倫治；父倫克昇，母黃氏。慈侍下。